# Tobaku Mokushiroku Kaiji
Tobaku Mokushiroku Kaiji (賭博黙示録カイジ, litt. « Apocalypse du pari - Kaiji »), plus couramment appelé Kaiji, est un manga sur la culture des jeux de hasard écrit et dessiné par Nobuyuki Fukumoto. Il est prépublié dans le magazine Young Magazine depuis 1996 puis sort en volumes reliés aux éditions Kōdansha. La série est divisée en plusieurs parties, la sixième étant en cours de publication depuis 2017.
La première partie du manga est adaptée en une série télévisée d'animation de 26 épisodes intitulée Gyakkyō Burai Kaiji: Ultimate Survivor (逆境無頼カイジ Ultimate Survivor) et diffusée entre octobre 2007 et avril 2008. Une seconde saison de 26 épisodes intitulée Gyakkyō Burai Kaiji: Hakairoku-hen (逆境無頼カイジ 破戒録篇) est diffusée entre avril et septembre 2011. 
Le manga est également adapté en films live dans une trilogie débutée par Kaiji Jinsei Gyakuten Gēmu (カイジ 人生逆転ゲーム) en 2009 et poursuivie par Kaiji 2 Jinsei Dakkai Gēmu (カイジ2 人生奪回ゲーム) en 2011. Le troisième film, Kaiji Fainaru Gēmu (カイジ ファイナルゲーム), dont l'histoire est inédite par rapport au manga, est sorti en 2020. Le rôle de Kaiji est interprété par Tatsuya Fujiwara dans chacun des trois films. Kaiji a aussi inspiré un film chinois, Animal World, qui en est une adaptation libre.
Tobaku Mokushiroku Kaiji est l'œuvre la plus réputée de Fukumoto, tant au Japon qu'en Corée du Sud. En 1998, elle fut récompensée du Prix du manga Kōdansha dans la catégorie Général. En janvier 2019, Kaiji avait plus de 21,5 millions d'exemplaires en circulation, ce qui classe l'œuvre parmi les séries de mangas les plus vendues.

## Synopsis
Japon, 1995. Après avoir fini l'enseignement secondaire, Itō Kaiji déménage à Tōkyō pour trouver un emploi stable mais n'y parvient pas à cause de son caractère atypique et de la première récession que connait le Japon depuis la fin de la Seconde Guerre mondiale. Déprimé, il végète dans son appartement, avec un quotidien fait de petits délits, de tabac et d'alcool. Kaiji ne cesse de penser à sa situation financière, ce qui le pousse aux larmes à de nombreuses reprises.
Kaiji vit dans cet état d'esprit pendant deux ans, jusqu'au jour où un inconnu nommé Endō vient lui réclamer une dette astronomique endossée par Kaiji. Celui-ci laisse le choix à Kaiji : soit il travaille dix ans afin de rembourser la dette, soit il embarque à bord du casino flottant Espoir (en français dans le texte) dans l'espoir de toucher un pactole en l'espace d'une seule nuit…

## Personnages
- Kaiji Itō (伊藤開司, Itō Kaiji?), seiyū : Masato Hagiwara

Le personnage principal de l'histoire. Kaiji est pauvre, pessimiste et fainéant - il vit seul dans un quartier défavorisé, toujours criblé de dettes. Il tue le temps en jouant à des jeux de hasard avec ses voisins, bien qu'il perde constamment. Cependant, quand sa vie est en danger, il fait preuve d'une étonnante capacité pour les jeux de hasard, ce qui lui permet de surmonter les obstacles décrits dans le manga. Il est endetté à hauteur de 3850000 Yen (environ 28705 Euros) au début du manga après avoir été convaincu par son collègue de se porter garant pour un emprunt, le laissant responsable de la dette majorée des intérêts chaque année.
- Kazutaka Hyōdō (兵藤和尊, Hyōdō Kazutaka?), seiyū : Masane Tsukayama

Président richissime de la société en conseil financier Love Emperor (帝愛) et sponsor des jeux de hasard clandestins comme celui du bateau Espoir. Il est supposé être âgé de plus de 70 ans et pèse plusieurs milliards de yens. Rendu fou par la fortune, les divertissements traditionnels ne l'amusent plus. Il organise donc des paris clandestins pour observer la chute des joueurs face à la peur et le désespoir.
- Yūji Endō (遠藤勇次, Endō Yūji?), seiyū : Naoya Uchida

Un usurier en cheville avec la mafia japonaise.
- Yukio Tonegawa (利根川幸雄, Tonegawa Yukio?), seiyū : Hakuryū

Un puissant cadre dirigeant dans l'organisation Empire de l'Amour. Il est l'animateur des jeux se déroulant sur le bateau espoir, le derby humain et l'adversaire de Kaiji pour e-cartes.

## Les paris
Première série :
- Pierre-feuille-ciseaux restreint (限定ジャンケン, Gentei janken?) : Le pari est une variante du pierre-feuille-ciseaux. Les participants se voient remettre douze cartes (quatre de chaque coup), trois étoiles, et une somme comprise entre un et dix millions de yens (selon les choix du joueur). Durant quatre heures, ils se défient au pierre-feuille-ciseaux en jouant leurs cartes. À l'issue d'une partie et en l'absence de match nul, le gagnant obtient une étoile du perdant et les deux cartes jouées sont éliminées du jeu. Les conditions de victoire sont de conserver au moins trois étoiles (quatre pour les récidivistes) et de ne plus avoir de carte en main. Ceux qui y parviennent voient leur précédentes dettes effacées, et peuvent gagner un excédent en échange de leurs étoiles supplémentaires. Toutefois, ils doivent rembourser l'argent emprunté au début du jeu plus des intérêts de 1,5 % toutes les dix minutes, si bien que nombre de joueurs creusent en réalité leurs dettes. Les perdants sont voués aux travaux forcés. Il est autorisé de vendre ou échanger cartes et étoiles au cours du jeu.

- Derby humain (人間競馬, Ningen kēba?) : Le pari se déroule en deux phases. Durant la première, les participants doivent traverser le plus vite possible une poutre située à quelques mètres de hauteur, avec quatre poutres et trois participants pour chacune. Pousser les parieurs est le seul moyen de les doubler, et s'aider des mains ou s’accroupir équivaut à une disqualification. Le premier et le second de la course se voient remettre un chèque factice de vingt et dix millions de yens. La seconde partie consiste à échanger le chèque factice contre de l'argent, en traversant de nouveau une poutre jetée entre deux immeubles à plusieurs dizaines de mètres de haut. Chuter signifie donc mourir, d'autant que la poutre est cette fois électrifiée, rendant toute reprise avec les mains impossibles. Les joueurs qui traversent les poutres se trouvent devant un « piège », des portes-fenêtres générant un puissant appel d'air si elles sont ouvertes qui précipitent le parieur dans le vide. Il faut plutôt repérer un escalier en verre qui mène vers la victoire quelques pas avant la fin.

- E-Card (Ｅカード, Ī kādo?) : L'E-Card est un jeu constitué de dix cartes : huit citoyens, un empereur et un esclave. L'empereur l'emporte sur les citoyens, les citoyens sur l’esclave et l’esclave sur l'empereur. Deux joueurs s'affrontent avec une main de cinq cartes comprenant soit l'empereur, soit l’esclave, en douze manches. À chaque manche, les joueurs choisissent une carte l'un après l'autre, puis les révèlent, jusqu'à ce qu'un gagnant soit désigné. Gagner dans le camp de l’esclave étant plus difficile, les gains sont multipliés par cinq. Dans ce jeu, Kaiji affronte Tonegawa. N'ayant pas d'argent, il doit mettre en jeu son oreille, au moyen d'une pointe située à trente millimètres de son tympan. Il parie à chaque manche un nombre de millimètres, mettant donc potentiellement en jeu son organe en cas de défaite. La mise minimale est d'un millimètre. Dans le jeu, Tonegawa triche en utilisant une montre qui lui transmet, grâce à la pointe, des informations physiques sur Kaiji, comme la vitesse des battements du cœur, la température ou la pression.

- Tombola de la boîte à mouchoirs (ティッシュ箱くじき, Tisshu bako kujibiki?) : Il s'agit d'une tombola classique où deux joueurs tirent l'un après l'autre un lot jusqu'à obtenir le lot gagnant. Kaiji défie Hyōdō avec un stratagème pour dissimuler un lot gagnant supplémentaire dans la boîte avant le jeu, tandis que Hyōdō s'arrange pour plier discrètement le lot gagnant régulier.

Deuxième série :
- Underground Chinchiro (地下チンチロリン, Chika chinchirorin?) : Ce jeu est une variante du Chinchiro, ou Cee-lo, classique. Alors que Kaiji se retrouve dans le camp de travaux forcés, son contremaître Ōtsuki (大槻?) l'invite à jouer à ce jeu qu'il a lui-même créé. Dans sa version, le dealer ne peut ni gagner ni perdre automatiquement, même si le dealer obtient un 6, ce qui le ferait gagner dans une partie normale, les joueurs sont invités à lancer les dés. Les joueurs incarnent un par un le dealer, ils peuvent accepter ou non de jouer ce rôle. Néanmoins, s'ils acceptent ils doivent jouer le dealer deux fois de suite. Dans cette version, le brelan de 1 permet de remporter 5 fois la mise de départ. Pour jouer à ce jeu, Kaiji s'endette auprès d'Ōtsuki.

- Pachinko "SWAMP" (パチンコ”沼”, Pachinko numa?) : C'est une machine de Pachinko dans un casino clandestin, contrôlé par le groupe Love Emperor, dont le gérant est Seiya Ichijou (一条 聖也?), elle est également appelée “La Tourbière Mangeuse d'Hommes". Si un joueur gagne à ce jeu, il remporte la totalité des gains de la machine. Seulement deux personnes ont vaincu celle-ci : Kazutaka Hyōdō et Yukio Tonegawa. Le prix d'une bille de pachinko est 1000 fois plus élevé que pour une machine de pachinko classique, soit 4000 ¥ (environ 28 €). On ne peut toutefois pas en acheter à l'unité, on ne peut en acheter qu'en formule de 3, 5 ou 10 millions de yens (respectivement 21.000, 35.000 et 70.000 €). Lors de la première visite de Kaiji au casino, le prix à gagner était de 550 millions de yens (3.85 millions d'euros), mais lorsqu'il y jouera, le prix sera passé à plus de 700 millions de yens (4.9 millions d'euros). Le prix à gagner est astronomique mais le casino s'est assuré de réduire les chances de victoire des parieurs grâce à une forêt de clous, à des palmes bloquant certaines billes et à 3 plaques inférieures avec des trous, dont un seul gagnant.

Troisième série :
- Mahjong miné en 17 manches (地雷麻雀（１７歩麻雀）, Jirai majān?)

Quatrième série :
Cinquième série :
- One Poker (ワン・ポーカー, Wan pōkā?) : Il s'agit d'un poker avec une seule carte jouée par personne à chaque tour. Les actions de base du poker s'y appliquent : fold/check/raise. Le processus de distribution des cartes est automatisé par une machine nommée Mother Sophie. Ainsi, deux paquets de cartes sont mélangés et chaque joueur reçoit une carte par tour. Comme à chaque tour il en joue une, le joueur aura donc toujours deux cartes, "l'ancienne" et celle qu'il vient de recevoir. Les cartes sont divisées en deux catégories : les cartes basses (down cards) et les cartes hautes (up cards). Les cartes basses vont du 2 au 7 et les hautes du 8 à l'as. Chaque joueur va ensuite en jouer une face cachée et soit suivre, se coucher ou relancer. Ici, l'ordre des cartes est croissant comme dans le poker habituel, mais l'as se fait tout de même battre par le 2. La particularité du One Poker est également le fait que chaque joueur doit scanner ses cartes avant le début de chaque tour. Â la suite de cela, son adversaire peut voir son nombre de cartes hautes et basses, étant capable de jouer en conséquence. Les mises sont des statuettes valant chacune 200 millions de yens (~2 millions d'euros) et à chaque tour les joueurs doivent en utiliser une comme mise de départ. Des statuettes rouges de même valeur représentent quant à elles une "vie", valorisée à la même valeur que les statuettes normales mais signant l'arrêt de mort de la personne si elle perd la sienne.

## Manga
La série a débuté en 1996 dans le magazine Young Magazine de l'éditeur Kōdansha et est constituée de six parties jusqu'à présent:

La première partie Tobaku Mokushiroku Kaiji (賭博黙示録カイジ) a été publiée entre 1996 et 1999 puis compilée en treize volumes.

La deuxième partie Tobaku Hakairoku Kaiji (賭博破戒録カイジ) a été publiée entre 2000 et 2004 puis compilée en treize volumes.

La troisième partie Tobaku Datenroku Kaiji (賭博堕天録カイジ) a été publiée entre 2004 et 2008 puis compilée en treize volumes.

La quatrième partie Tobaku Datenroku Kaiji: Kazuya-hen (賭博堕天録カイジ 和也編) a été publiée entre 2009 et 2013 puis compilée en dix volumes.

La cinquième partie Tobaku Datenroku Kaiji: One Poker-hen (賭博堕天録カイジ ワン・ポーカー編) a été publiée entre 2013 et 2017 puis compilée en seize volumes.

La sixième partie Tobaku Datenroku Kaiji: 24 Oku Dasshutsu-hen (賭博堕天録カイジ 24億脱出編) est publiée depuis 2017.

### Tobaku Mokushiroku Kaiji
| no | Japonais         | Japonais      |
| no | Date de sortie   | ISBN          |
| -- | ---------------- | ------------- |
| 1  | 3 septembre 1996 | 4-06-336608-1 |
| 2  | 2 octobre 1996   | 4-06-336623-5 |
| 3  | 3 décembre 1996  | 4-06-336640-5 |
| 4  | 1er avril 1997   | 4-06-336659-6 |
| 5  | 1er juillet 1997 | 4-06-336674-X |
| 6  | 3 décembre 1997  | 4-06-336709-6 |
| 7  | 3 mars 1998      | 4-06-336726-6 |
| 8  | 2 juillet 1998   | 4-06-336745-2 |
| 9  | 1er octobre 1998 | 4-06-336762-2 |
| 10 | 24 décembre 1998 | 4-06-336776-2 |
| 11 | 1er juin 1999    | 4-06-336804-1 |
| 12 | 3 septembre 1999 | 4-06-336825-4 |
| 13 | 4 octobre 1999   | 4-06-336832-7 |

### Tobaku Hakairoku Kaiji
| no | Japonais          | Japonais      |
| no | Date de sortie    | ISBN          |
| -- | ----------------- | ------------- |
| 1  | 1er novembre 2000 | 4-06-336910-2 |
| 2  | 5 mars 2001       | 4-06-336936-6 |
| 3  | 4 juillet 2001    | 4-06-336960-9 |
| 4  | 1er novembre 2001 | 4-06-336994-3 |
| 5  | 1er mars 2002     | 4-06-361025-X |
| 6  | 3 juin 2002       | 4-06-361047-0 |
| 7  | 2 octobre 2002    | 4-06-361076-4 |
| 8  | 24 décembre 2002  | 4-06-361097-7 |
| 9  | 2 avril 2003      | 4-06-361122-1 |
| 10 | 2 septembre 2003  | 4-06-361160-4 |
| 11 | 22 décembre 2003  | 4-06-361191-4 |
| 12 | 2 mars 2004       | 4-06-361213-9 |
| 13 | 1er avril 2004    | 4-06-361222-8 |

### Tobaku Datenroku Kaiji
| no | Japonais          | Japonais          |
| no | Date de sortie    | ISBN              |
| -- | ----------------- | ----------------- |
| 1  | 1er novembre 2004 | 4-06-361280-5     |
| 2  | 2 mars 2005       | 4-06-361317-8     |
| 3  | 1er juin 2005     | 4-06-361346-1     |
| 4  | 4 octobre 2005    | 4-06-361376-3     |
| 5  | 28 décembre 2005  | 4-06-361415-8     |
| 6  | 3 avril 2006      | 4-06-361437-9     |
| 7  | 3 juillet 2006    | 4-06-361457-3     |
| 8  | 2 novembre 2006   | 4-06-361494-8     |
| 9  | 6 février 2007    | 978-4-06-361524-1 |
| 10 | 6 juin 2007       | 978-4-06-361553-1 |
| 11 | 6 septembre 2007  | 978-4-06-361587-6 |
| 12 | 28 décembre 2007  | 978-4-06-361631-6 |
| 13 | 4 avril 2008      | 978-4-06-361648-4 |

### Tobaku Datenroku Kaiji: Kazuya-hen
| no | Japonais        | Japonais          |
| no | Date de sortie  | ISBN              |
| -- | --------------- | ----------------- |
| 1  | 6 octobre 2009  | 978-4-06-361845-7 |
| 2  | 5 février 2010  | 978-4-06-361870-9 |
| 3  | 4 juin 2010     | 978-4-06-361903-4 |
| 4  | 6 octobre 2010  | 978-4-06-361947-8 |
| 5  | 4 février 2011  | 978-4-06-361996-6 |
| 6  | 6 juin 2011     | 978-4-06-382037-9 |
| 7  | 28 octobre 2011 | 978-4-06-382093-5 |
| 8  | 6 mars 2012     | 978-4-06-382145-1 |
| 9  | 6 juillet 2012  | 978-4-06-382192-5 |
| 10 | 5 juillet 2013  | 978-4-06-382319-6 |

### Tobaku Datenroku Kaiji: One Poker-hen
| no | Japonais         | Japonais          |
| no | Date de sortie   | ISBN              |
| -- | ---------------- | ----------------- |
| 1  | 6 novembre 2013  | 978-4-06-382358-5 |
| 2  | 20 décembre 2013 | 978-4-06-382390-5 |
| 3  | 2 mai 2014       | 978-4-06-382469-8 |
| 4  | 5 septembre 2014 | 978-4-06-382523-7 |
| 5  | 5 décembre 2014  | 978-4-06-382540-4 |
| 6  | 6 mars 2015      | 978-4-06-382581-7 |
| 7  | 5 juin 2015      | 978-4-06-382615-9 |
| 8  | 4 septembre 2015 | 978-4-06-382676-0 |
| 9  | 4 décembre 2015  | 978-4-06-382720-0 |
| 10 | 4 mars 2016      | 978-4-06-382747-7 |
| 11 | 6 juin 2016      | 978-4-06-382803-0 |
| 12 | 6 octobre 2016   | 978-4-06-382865-8 |
| 13 | 6 septembre 2017 | 978-4-06-382906-8 |
| 14 | 6 septembre 2017 | 978-4-06-510149-0 |
| 15 | 6 novembre 2017  | 978-4-06-510427-9 |
| 16 | 5 janvier 2018   | 978-4-06-510564-1 |

### Tobaku Datenroku Kaiji: 24 Oku Dasshutsu-hen
| no | Japonais         | Japonais          |
| no | Date de sortie   | ISBN              |
| -- | ---------------- | ----------------- |
| 1  | 6 juin 2018      | 978-4-06-510942-7 |
| 2  | 20 juin 2018     | 978-4-06-511840-5 |
| 3  | 6 mars 2019      | 978-4-06-514795-5 |
| 4  | 5 juillet 2019   | 978-4-06-516350-4 |
| 5  | 6 novembre 2019  | 978-4-06-517727-3 |
| 6  | 6 décembre 2019  | 978-4-06-517852-2 |
| 7  | 5 juin 2020      | 978-4-06-519997-8 |
| 8  | 6 octobre 2020   | 978-4-06-520991-2 |
| 9  | 6 novembre 2020  | 978-4-06-521333-9 |
| 10 | 5 février 2021   | 978-4-06-522281-2 |
| 11 | 6 mai 2021       | 978-4-06-523344-3 |
| 12 | 6 juillet 2021   | 978-4-06-523987-2 |
| 13 | 6 septembre 2021 | 978-4-06-524745-7 |
| 14 | 5 novembre 2021  | 978-4-06-525873-6 |
| 15 | 6 janvier 2022   | 978-4-06-526487-4 |
| 16 | 4 mars 2022      | 978-4-06-527111-7 |
| 17 | 6 mai 2022       | 978-4-06-527781-2 |
| 18 | 6 juillet 2022   | 978-4-06-528476-6 |
| 19 | 6 septembre 2022 | 978-4-06-529117-7 |
| 20 | 4 novembre 2022  | 978-4-06-529807-7 |
| 21 | 6 janvier 2023   | 978-4-06-530381-8 |
| 22 | 6 mars 2023      | 978-4-06-531049-6 |
| 23 | 8 mai 2023       | 978-4-06-531692-4 |
| 24 | 6 juillet 2023   | 978-4-06-532252-9 |
| 25 | 5 octobre 2023   | 978-4-06-533369-3 |

## Anime
L'adaptation en série télévisée d'animation a été annoncée en juillet 2007, et diffusée du 2 octobre 2007 au 1er avril 2008. Une seconde saison a été annoncée en janvier 2011 et a été diffusée du 6 avril au 27 septembre 2011. À la suite du séisme de 2011 de la côte Pacifique du Tōhoku, certaines scènes ont été remplacées. Les deux saisons de la série animée sont produites par le studio d'animation Madhouse.

### Saison 1
| No | Titre français | Titre japonais | Titre japonais | Date de 1re diffusion |
| No | Titre français | Kanji          | Rōmaji         | Date de 1re diffusion |
| -- | -------------- | -------------- | -------------- | --------------------- |
| 1  |                | 出航           | Shukkō         | 2 octobre 2007        |
| 2  |                | 火蓋           | Hibuta         | 9 octobre 2007        |
| 3  |                | 勝負           | Shōbu          | 16 octobre 2007       |
| 4  |                | 破綻           | Hatan          | 23 octobre 2007       |
| 5  |                | 決死           | Kesshi         | 30 octobre 2007       |
| 6  |                | 興亡           | Kōbō           | 6 novembre 2007       |
| 7  |                | 喝破           | Kappa          | 13 novembre 2007      |
| 8  |                | 鉄槌           | Tettsui        | 20 novembre 2007      |
| 9  |                | 回生           | Kaisei         | 27 novembre 2007      |
| 10 |                | 使者           | Shisha         | 4 décembre 2007       |
| 11 |                | 狂宴           | Kyōen          | 11 décembre 2007      |
| 12 |                | 転落           | Tenraku        | 18 décembre 2007      |
| 13 |                | 怪物           | Kaibutsu       | 25 décembre 2007      |
| 14 |                | 亡霊           | Bōrei          | 8 janvier 2008        |
| 15 |                | 天空           | Tenkū          | 15 janvier 2008       |
| 16 |                | 怒髪           | Dohatsu        | 22 janvier 2008       |
| 17 |                | 逆境           | Gyakkyō        | 29 janvier 2008       |
| 18 |                | 翻弄           | Honrō          | 5 février 2008        |
| 19 |                | 限界           | Genkai         | 12 février 2008       |
| 20 |                | 鬼神           | Kishin         | 19 janvier 2008       |
| 21 |                | 心血           | Shinketsu      | 26 février 2008       |
| 22 |                | 執行           | Shikkō         | 4 mars 2008           |
| 23 |                | 邪道           | Jadō           | 11 mars 2008          |
| 24 |                | 条件           | Jōken          | 18 mars 2008          |
| 25 |                | 投入           | Tōnyū          | 25 mars 2008          |
| 26 |                | 残光           | Zankō          | 1er avril 2008        |

### Saison 2
| No | Titre français | Titre japonais | Titre japonais        | Date de 1re diffusion |
| No | Titre français | Kanji          | Rōmaji                | Date de 1re diffusion |
| -- | -------------- | -------------- | --------------------- | --------------------- |
| 1  |                | 地の獄         | Chi no Goku           | 6 avril 2011          |
| 2  |                | 勝負の鉄則     | Shōbu no Tessoku      | 13 avril 2011         |
| 3  |                | 強運の欠片     | Kyōun no Kakera       | 19 avril 2011         |
| 4  |                | 逆襲の糸口     | Gyakushū no Itoguchi  | 27 avril 2011         |
| 5  |                | 虐待と忍耐     | Gyakutai to Nintai    | 4 mai 2011            |
| 6  |                | 熱風の到来     | Neppū no Tōrai        | 11 mai 2011           |
| 7  |                | 魔法の賽       | Mahō no Sai           | 18 mai 2011           |
| 8  |                | 因果応報       | Ingaōhō               | 25 mai 2011           |
| 9  |                | 喝采、そして…  | Kassai, Soshite...    | 1er juin 2011         |
| 10 |                | 最後の博打     | Saigo no Bakuchi      | 8 juin 2011           |
| 11 |                | 歓喜と嘆声     | Kanki to Tansei       | 15 juin 2011          |
| 12 |                | 破天・破漢     | Haten Hakan           | 22 juin 2011          |
| 13 |                | 攻略の糸口     | Kōryaku no Itoguchi   | 29 juin 2011          |
| 14 |                | 総集編         | Sōshūhen              | 6 juillet 2011        |
| 15 |                | 虚仮の一心     | Koke no Isshin        | 13 juillet 2011       |
| 16 |                | 決戦の幕開け   | Kessen no Makuake     | 20 juillet 2011       |
| 17 |                | 不毛な貫徹     | Fumō na Kantetsu      | 27 juillet 2011       |
| 18 |                | 鉄壁の門       | Teppeki no Mon        | 3 août 2011           |
| 19 |                | 奇跡の軌道     | Kiseki no Kidō        | 10 août 2011          |
| 20 |                | 宿運の差       | Shukuun no Sa         | 17 août 2011          |
| 21 |                | 確実な勝利     | Kakujitsu na Shōri    | 24 août 2011          |
| 22 |                | 諭吉の威光     | Yukichi no Ikō        | 31 août 2011          |
| 23 |                | 風前の灯火     | Fūzen no Tomoshibi    | 7 septembre 2011      |
| 24 |                | 徘徊する銀玉   | Haikai Suru Gin-dama  | 14 septembre 2011     |
| 25 |                | 怨嗟の涙       | Ensa no Namida        | 21 septembre 2011     |
| 26 |                | 未来は僕らの…  | Mirai wa bokura no... | 28 septembre 2011     |

## Films et série
Un premier film live, Kaiji: Jinsei gyakuten gēmu, a été annoncé en octobre 2008, et est sorti le 10 octobre 2009 au Japon. Un deuxième film, Kaiji 2, est sorti le 5 novembre 2011. Un troisième film, Kaiji: Final Game est sorti le 10 janvier 2020.
Le film chinois Animal World, sorti en 2018, s'inspire librement du manga.

## Accueil
En janvier 2019, Kaiji avait plus de 21,5 millions d'exemplaires en circulation. En 1998, elle fut récompensée du Prix du manga Kōdansha dans la catégorie Général, à égalité avec Sōten kōro (蒼天航路) de King Gonta.